# Campeonato Brasileño de Fútbol Serie A 2020
El Campeonato Brasileño de Fútbol 2020 fue  la  65.ª. edición del Campeonato Brasileño de Serie A. 
Inicialmente estaba programado para comenzar el 2 de mayo y finalizar el 6 de diciembre. Sin embargo, debido a la pandemia del COVID-19, todos los torneos deportivos fueron suspendidos y el campeonato se quedó sin una fecha definida para su realización. El 9 de julio, se decidió que el campeonato comenzaría el 8 de agosto y finalizaría  el 25 de febrero de 2021.
Por segundo año consecutivo se recurrió al árbitro asistente de video (VAR, por sus siglas en inglés) para todos los juegos del campeonato.

## Sistema
Los 20 equipos participantes se enfrentan en partidos de ida y vuelta en un sistema de todos contra todos. Al final de las 38 fechas el club con la mayor cantidad de puntos se proclamará campeón.
Como en las últimas ediciones, cada equipo puede incluir en el partido hasta cinco jugadores extranjeros, aunque en su plantel pueda tener cuantos extranjeros quiera.

### Descenso
Los cuatro equipos que finalicen en los últimos puestos en la tabla de posiciones final descenderán y jugarán la Serie B del siguiente año.

### Clasificación internacional
- Los cuatro equipos que ocupen los primeros puestos clasifican a la fase de grupos de la Copa Libertadores 2021. El 5.º y el 6.º puesto de la tabla clasifican a la fase previa. En caso de que el campeón de la Copa de Brasil 2020 sea uno de los primeros cuatro equipos, el equipo que ocupe el 5.º puesto clasificará a la fase de grupos; en cambio, si el campeón de la Copa de Brasil 2020 está entre el 5.º y el 6.º puesto de la tabla cederá al equipo que ocupe el 7.º puesto de la tabla su lugar en la fase previa. Esto se debe a que el campeón de la Copa de Brasil obtiene cupo directo a la fase de grupos.

- Los siguientes seis equipos, no clasificados a la Copa Libertadores, clasifican a la Copa Sudamericana 2021.

- El campeón clasifica a la Supercopa de Brasil 2021.

### Criterios de desempate
1. Partidos ganados
2. Diferencia de goles
3. Goles a favor
4. Enfrentamientos directos
5. Cantidad de tarjetas amarillas
6. Cantidad de tarjetas rojas

## Relevos
Cruzeiro, CSA, Chapecoense y Avaí; son reemplazados a su vez por el campeón de la Serie B 2019, RB Bragantino, que vuelve luego de disputar el Campeonato Brasileño de 1998; por el 2.º, Sport Recife, que vuelve luego de descender en el Campeonato Brasileño de Fútbol de Serie A 2018; por el Coritiba y el Atlético Goianiense, que regresaron después de disputar el Campeonato Brasileño de 2017. 
| Pos. | Descendidos de la Serie A 2019 |
| ---- | ------------------------------ |
| 17.º | Cruzeiro                       |
| 18.º | CSA                            |
| 19.º | Chapecoense                    |
| 20.º | Avaí                           |

| Pos. | Ascendidos de la Serie B 2019 |
| ---- | ----------------------------- |
| 1.º  | Red Bull Bragantino           |
| 2.º  | Sport Recife                  |
| 3.º  | Coritiba                      |
| 4.º  | Atlético Goianiense           |

## Datos
| Equipo               | Ciudad            | Estado             | Estadio                             | Capacidad | Posición 2019 |
| -------------------- | ----------------- | ------------------ | ----------------------------------- | --------- | ------------- |
| Athletico Paranaense | Curitiba          | Paraná             | Arena da Baixada                    | 42 370    | 5.º Serie A   |
| Atlético Goianiense  | Goiânia           | Goiás              | Estadio Olímpico Pedro Ludovico     | 13.500    | 4.º Serie B   |
| Atlético Mineiro     | Belo Horizonte    | Minas Gerais       | Mineirão                            | 61.846    | 13.º Serie A  |
| Bahia                | Salvador          | Bahía              | Arena Fonte Nova                    | 50 000    | 11.º Serie A  |
| Botafogo             | Río de Janeiro    | Río de Janeiro     | Olímpico Nilton Santos              | 46 831    | 15.º Serie A  |
| Ceará                | Fortaleza         | Ceará              | Castelão                            | 67 037    | 16.º Serie A  |
| Corinthians          | São Paulo         | São Paulo          | Arena Corinthians                   | 47 605    | 8.º Serie A   |
| Coritiba             | Curitiba          | Paraná             | Estadio Major Antônio Couto Pereira | 40.502    | 3.º Serie B   |
| Flamengo             | Río de Janeiro    | Río de Janeiro     | Maracanã                            | 78 838    | 1.º Serie A   |
| Fluminense           | Río de Janeiro    | Río de Janeiro     | Maracanã                            | 78 838    | 14.º Serie A  |
| Fortaleza            | Fortaleza         | Ceará              | Castelão                            | 67 037    | 9.º Serie A   |
| Goiás                | Goiânia           | Goiás              | Serra Dourada                       | 41 000    | 10.º Serie A  |
| Grêmio               | Porto Alegre      | Río Grande del Sur | Arena do Grêmio                     | 55 662    | 4.º Serie A   |
| Internacional        | Porto Alegre      | Río Grande del Sur | Beira-Rio                           | 50 128    | 7.º Serie A   |
| Palmeiras            | São Paulo         | São Paulo          | Allianz Parque                      | 43 713    | 3.º Serie A   |
| RB Bragantino        | Bragança Paulista | São Paulo          | Nabi Abi Chedid                     | 17 128    | 1.º Serie B   |
| Santos               | Santos            | São Paulo          | Vila Belmiro                        | 16 068    | 2.º Serie A   |
| São Paulo            | São Paulo         | São Paulo          | Morumbí                             | 72 039    | 6.º Serie A   |
| Sport Recife         | Recife            | Pernambuco         | Ilha do Retiro                      | 32 983    | 2.º Serie B   |
| Vasco da Gama        | Río de Janeiro    | Río de Janeiro     | São Januário                        | 21 880    | 12.º Serie A  |

### Clubes por estado
| N | Estado             | Clubes                                                         |
| - | ------------------ | -------------------------------------------------------------- |
| 5 | São Paulo          | Corinthians, Palmeiras, Red Bull Bragantino, Santos, São Paulo |
| 4 | Río de Janeiro     | Botafogo, Flamengo, Fluminense, Vasco da Gama                  |
| 2 | Ceará              | Ceará, Fortaleza                                               |
| 2 | Goiás              | Atlético Goianiense, Goiás                                     |
| 2 | Paraná             | Athletico Paranaense, Coritiba                                 |
| 2 | Río Grande del Sur | Grêmio, Internacional                                          |
| 1 | Bahía              | Bahia                                                          |
| 1 | Minas Gerais       | Atlético Mineiro                                               |
| 1 | Pernambuco         | Sport Recife                                                   |

### Entrenadores
| Listado de entrenadores | Listado de entrenadores     |
| Equipo                  | Entrenador                  |
| ----------------------- | --------------------------- |
| Athletico Paranaense    | Dorival Júnior              |
| Athletico Paranaense    | Paulo Autuori               |
| Atlético Goianiense     | Vágner Mancini              |
| Atlético Goianiense     | Marcelo Cabo                |
| Atlético Mineiro        | Jorge Sampaoli              |
| Bahia                   | Roger Machado               |
| Bahia                   | Mano Menezes                |
| Bahia                   | Dado Cavalcanti             |
| RB Bragantino           | Felipe Conceição            |
| RB Bragantino           | Maurício Barbieri           |
| Botafogo                | Paulo Autuori               |
| Botafogo                | Bruno Lazaroni              |
| Botafogo                | Ramón Díaz                  |
| Botafogo                | Eduardo Barroca             |
| Botafogo                | Lúcio Flávio                |
| Ceará                   | Guto Ferreira               |
| Corinthians             | Tiago Nunes                 |
| Corinthians             | Vágner Mancini              |
| Coritiba                | Eduardo Barroca             |
| Coritiba                | Jorginho                    |
| Coritiba                | Rodrigo Santana             |
| Coritiba                | Gustavo Morínigo            |
| Flamengo                | Domènec Torrent             |
| Flamengo                | Rogério Ceni                |
| Fluminense              | Odair Hellmann              |
| Fluminense              | Marcão                      |
| Fortaleza               | Rogério Ceni                |
| Fortaleza               | Marcelo Chamusca            |
| Fortaleza               | Enderson Moreira            |
| Goiás                   | Ney Franco                  |
| Goiás                   | Thiago Larghi               |
| Goiás                   | Enderson Moreira            |
| Goiás                   | Augusto César Glauber Ramos |
| Grêmio                  | Renato Gaúcho               |
| Internacional           | Eduardo Coudet              |
| Internacional           | Abel Braga                  |
| Palmeiras               | Vanderlei Luxemburgo        |
| Palmeiras               | Abel Ferreira               |
| Santos                  | Cuca                        |
| São Paulo               | Fernando Diniz              |
| São Paulo               | Marcos Vizolli              |
| Sport Recife            | Daniel Paulista             |
| Sport Recife            | Jair Ventura                |
| Vasco da Gama           | Ramon Menezes               |
| Vasco da Gama           | Ricardo Sá Pinto            |
| Vasco da Gama           | Vanderlei Luxemburgo        |

## Cobertura televisiva en Brasil
Equipos por grupo televisivo:
| Empresa     | Canales             | Clubes con derechos | Repartición por jornada                                                                                             |
| ----------- | ------------------- | --- | --- |
| Grupo Globo | TV Globo (abierto)  | Atlético Goianiense, Atlético Mineiro, Botafogo, Corinthians, Flamengo, Fluminense, Goiás, Grêmio, RB Bragantino, São Paulo, Sport Recife y Vasco da Gama. | 1 partido por jornada (aunque la red transmite 2, solo se transmite 1 dependiendo del estado y/o interés regional). |
| Grupo Globo | SporTV (tv de paga) | Atlético Goianiense, Atlético Mineiro, Botafogo, Corinthians, Flamengo, Fluminense, Goiás, Grêmio, RB Bragantino, São Paulo, Sport Recife y Vasco da Gama. | 1 partido por jornada (con bloqueo en el estado al cual pertenezca el equipo local).                                |
| Grupo Globo | Premiere (PPV)      | Todos los de Globo (excepto Athlético) y Turner. | Todos los partidos (excepto los de Athlético).                                                                      |
| Turner      | TNT (tv de paga)    | Athletico, Bahia, Ceará, Coritiba, Fortaleza, Internacional, Palmeiras y Santos.                                                                           | 1 o 2 partidos por jornada donde solamente participen 2 clubes que contengan sus derechos.                          |
| Turner      | Streaming           | Athletico, Bahia, Ceará, Coritiba, Fortaleza, Internacional, Palmeiras y Santos.                                                                           | 1 o 2 partidos por jornada donde solamente participen 2 clubes que contengan sus derechos.                          |

## Clasificación
| Pos. | Equipo               | Pts. | PJ | G  | E  | P  | GF | GC | Dif. | Clasificación 2021                                |
| ---- | -------------------- | ---- | -- | -- | -- | -- | -- | -- | ---- | ------------------------------------------------- |
| 1    | Flamengo (C)         | 71   | 38 | 21 | 8  | 9  | 68 | 48 | +20  | Campeón y fase de grupos de la Copa Libertadores. |
| 2    | Internacional        | 70   | 38 | 20 | 10 | 8  | 61 | 35 | +26  | Fase de grupos de la Copa Libertadores.           |
| 3    | Atlético Mineiro     | 68   | 38 | 20 | 8  | 10 | 64 | 45 | +19  | Fase de grupos de la Copa Libertadores.           |
| 4    | São Paulo            | 66   | 38 | 18 | 12 | 8  | 59 | 41 | +18  | Fase de grupos de la Copa Libertadores.           |
| 5    | Fluminense           | 64   | 38 | 18 | 10 | 10 | 55 | 42 | +13  | Fase de grupos de la Copa Libertadores.           |
| 6    | Grêmio               | 59   | 38 | 14 | 17 | 7  | 53 | 40 | +13  | Fase 2 de la Copa Libertadores.                   |
| 7    | Palmeiras            | 58   | 38 | 15 | 13 | 10 | 51 | 37 | +14  | Fase de grupos de la Copa Libertadores.           |
| 8    | Santos               | 54   | 38 | 14 | 12 | 12 | 52 | 51 | +1   | Fase 2 de la Copa Libertadores.                   |
| 9    | Athletico Paranaense | 53   | 38 | 15 | 8  | 15 | 38 | 36 | +2   | Fase de grupos de la Copa Sudamericana.           |
| 10   | RB Bragantino        | 53   | 38 | 13 | 14 | 11 | 50 | 40 | +10  | Fase de grupos de la Copa Sudamericana.           |
| 11   | Ceará                | 52   | 38 | 14 | 10 | 14 | 54 | 51 | +3   | Fase de grupos de la Copa Sudamericana.           |
| 12   | Corinthians          | 51   | 38 | 13 | 12 | 13 | 45 | 45 | 0    | Fase de grupos de la Copa Sudamericana.           |
| 13   | Atlético Goianiense  | 50   | 38 | 12 | 14 | 12 | 40 | 45 | −5   | Fase de grupos de la Copa Sudamericana.           |
| 14   | Bahia                | 44   | 38 | 12 | 8  | 18 | 48 | 59 | −11  | Fase de grupos de la Copa Sudamericana.           |
| 15   | Sport Recife         | 42   | 38 | 12 | 6  | 20 | 31 | 50 | −19  |                                                   |
| 16   | Fortaleza            | 41   | 38 | 10 | 11 | 17 | 34 | 44 | −10  |                                                   |
| 17   | Vasco da Gama (D)    | 41   | 38 | 10 | 11 | 17 | 37 | 56 | −19  | Descenso de categoría.                            |
| 18   | Goiás (D)            | 37   | 38 | 9  | 10 | 19 | 41 | 63 | −22  | Descenso de categoría.                            |
| 19   | Coritiba (D)         | 31   | 38 | 7  | 10 | 21 | 31 | 54 | −23  | Descenso de categoría.                            |
| 20   | Botafogo (D)         | 27   | 38 | 5  | 12 | 21 | 32 | 62 | −30  | Descenso de categoría.                            |

 Fuente: CBF
Criterios de clasificación: 1) Puntos; 2) Partidos ganados; 3) Diferencia de gol; 4) Goles anotados; 5) Resultados en partidos directos (solo entre dos equipos); 6) Menor cantidad de tarjetas rojas; 7) Menor cantidad de tarjetas amarillas; 8) Sorteo.
Notas:
1. ↑  Clasificado a la Copa Libertadores 2021 como campeón de la Copa Libertadores 2020.

|                                      |
| Bandera del estado de Río de Janeiro |
| Campeón C. R. Flamengo 7.º título    |

## Resultados
- Los horarios corresponden al huso horario de Brasil: UTC-3 en horario estándar y UTC-2 en Horario de verano.

### Primera ronda
| Fortaleza    | 0 - 2 | Athletico Paranaense | Castelão          | 8 de agosto         | 19:00 | −        |
| Coritiba     | 0 - 1 | Internacional        | Couto Pereira     | 8 de agosto         | 19:30 | Premiere |
| Sport Recife | 3 - 2 | Ceará                | Ilha do Retiro    | 8 de agosto         | 21:00 | Premiere |
| Flamengo     | 0 - 1 | Atlético Mineiro     | Maracanã          | 9 de agosto         | 16:00 | TV Globo |
| Santos       | 1 - 1 | Bragantino           | Vila Belmiro      | 9 de agosto         | 16:00 | Premiere |
| Grêmio       | 1 - 0 | Fluminense           | Arena do Grêmio   | 9 de agosto         | 19:00 | SporTV   |
| Botafogo     | 1 - 2 | Bahia                | Nilton Santos     | 30 de septiembre    | 21:30 | TV Globo |
| Corinthians  | 0 - 0 | Atlético Goianiense  | Arena Corinthians | 30 de septiembre    | 21:30 | TV Globo |
| Goiás        | 0 - 3 | São Paulo            | Serrinha          | 3 de diciembre      | 19:00 | Premiere |
| Palmeiras    | 1 - 1 | Vasco da Gama        | Allianz Parque    | 26 de enero de 2021 | 20:00 | Premiere |

| Bragantino           | 1 - 1 | Botafogo     | Nabi Abi Chedid  | 12 de agosto | 19:15 | SporTV   |
| Atlético Mineiro     | 3 - 2 | Corinthians  | Mineirão         | 12 de agosto | 19:15 | Premiere |
| Athletico Paranaense | 2 - 1 | Goiás        | Arena da Baixada | 12 de agosto | 19:15 | −        |
| Bahia                | 1 - 0 | Coritiba     | Pituaçu          | 12 de agosto | 20:30 | TNT      |
| Atlético Goianiense  | 3 - 0 | Flamengo     | Pedro Ludovico   | 12 de agosto | 20:30 | Premiere |
| Fluminense           | 1 - 1 | Palmeiras    | Maracanã         | 12 de agosto | 21:30 | TV Globo |
| Ceará                | 1 - 1 | Grêmio       | Castelão         | 12 de agosto | 21:30 | TV Globo |
| São Paulo            | 1 - 0 | Fortaleza    | Morumbi          | 13 de agosto | 19:15 | Premiere |
| Internacional        | 2 - 0 | Santos       | Beira-Rio        | 13 de agosto | 19:30 | TNT      |
| Vasco da Gama        | 2 - 0 | Sport Recife | São Januário     | 13 de agosto | 20:00 | SporTV   |

| Grêmio              | 0 - 0 | Corinthians          | Arena do Grêmio | 15 de agosto | 19:00 | Premiere |
| Coritiba            | 0 - 1 | Flamengo             | Couto Pereira   | 15 de agosto | 19:30 | Premiere |
| Palmeiras           | 1 - 1 | Goiás                | Allianz Parque  | 15 de agosto | 21:30 | Premiere |
| Atlético Mineiro    | 2 - 0 | Ceará                | Mineirão        | 16 de agosto | 11:00 | Premiere |
| Vasco da Gama       | 2 - 1 | São Paulo            | São Januário    | 16 de agosto | 16:00 | TV Globo |
| Bahia               | 2 - 1 | Bragantino           | Pituaçu         | 16 de agosto | 16:00 | TV Globo |
| Fluminense          | 2 - 1 | Internacional        | Maracanã        | 16 de agosto | 18:00 | Premiere |
| Atlético Goianiense | 1 - 1 | Sport Recife         | Pedro Ludovico  | 16 de agosto | 19:00 | SporTV   |
| Fortaleza           | 0 - 0 | Botafogo             | Castelão        | 16 de agosto | 19:30 | Premiere |
| Santos              | 3 - 1 | Athletico Paranaense | Vila Belmiro    | 16 de agosto | 19:45 | TNT      |

| Flamengo             | 1 - 1 | Grêmio              | Maracanã          | 19 de agosto | 19:15 | Premiere |
| Bragantino           | 2 - 1 | Fluminense          | Nabi Abi Chedid   | 19 de agosto | 19:15 | SporTV   |
| Athletico Paranaense | 0 - 1 | Palmeiras           | Arena da Baixada  | 19 de agosto | 19:30 | TNT      |
| Internacional        | 3 - 0 | Atlético Goianiense | Beira-Rio         | 19 de agosto | 20:30 | Premiere |
| Goiás                | 1 - 3 | Fortaleza           | Serrinha          | 19 de agosto | 20:30 | Premiere |
| Botafogo             | 2 - 1 | Atlético Mineiro    | Nilton Santos     | 19 de agosto | 21:30 | TV Globo |
| Corinthians          | 3 - 1 | Coritiba            | Arena Corinthians | 19 de agosto | 21:30 | TV Globo |
| Sport Recife         | 0 - 1 | Santos              | Ilha do Retiro    | 20 de agosto | 19:15 | Premiere |
| São Paulo            | 1 - 1 | Bahia               | Morumbi           | 20 de agosto | 20:00 | Premiere |
| Ceará                | 0 - 3 | Vasco da Gama       | Castelão          | 20 de agosto | 20:00 | Premiere |

| Athletico Paranaense | 0 - 1 | Fluminense          | Arena da Baixada  | 22 de agosto | 16:00 | −        |
| Internacional        | 1 - 0 | Atlético Mineiro    | Beira-Rio         | 22 de agosto | 19:00 | Premiere |
| Goiás                | 2 - 0 | Atlético Goianiense | Serrinha          | 22 de agosto | 21:00 | Premiere |
| Flamengo             | 1 - 1 | Botafogo            | Maracanã          | 23 de agosto | 11:00 | Premiere |
| Vasco da Gama        | 0 - 0 | Grêmio              | São Januário      | 23 de agosto | 16:00 | TV Globo |
| Palmeiras            | 2 - 1 | Santos              | Morumbi           | 23 de agosto | 16:00 | TV Globo |
| Bragantino           | 1 - 2 | Coritiba            | Nabi Abi Chedid   | 23 de agosto | 16:00 | Premiere |
| Sport Recife         | 0 - 1 | São Paulo           | Ilha do Retiro    | 23 de agosto | 19:00 | SporTV   |
| Ceará                | 2 - 0 | Bahia               | Castelão          | 23 de agosto | 20:00 | TNT      |
| Corinthians          | 1 - 1 | Fortaleza           | Arena Corinthians | 26 de agosto | 21:30 | TV Globo |

| Botafogo            | 0 - 2 | Internacional        | Nilton Santos  | 29 de agosto    | 16:00 | Premiere |
| Fluminense          | 2 - 1 | Vasco da Gama        | Maracanã       | 29 de agosto    | 19:00 | Premiere |
| Bahia               | 1 - 1 | Palmeiras            | Pituaçu        | 29 de agosto    | 19:00 | TNT      |
| Fortaleza           | 3 - 0 | Bragantino           | Castelão       | 29 de agosto    | 21:00 | Premiere |
| São Paulo           | 2 - 1 | Corinthians          | Morumbi        | 30 de agosto    | 11:00 | Premiere |
| Santos              | 0 - 1 | Flamengo             | Vila Belmiro   | 30 de agosto    | 16:00 | TV Globo |
| Coritiba            | 1 - 0 | Sport Recife         | Couto Pereira  | 30 de agosto    | 16:00 | TV Globo |
| Atlético Goianiense | 0 - 2 | Ceará                | Pedro Ludovico | 30 de agosto    | 18:00 | Premiere |
| Atlético Mineiro    | 0 - 2 | Athletico Paranaense | Mineirão       | 18 de noviembre | 19:00 | −        |
| Grêmio              | 2 - 1 | Goiás                | Castelão       | 30 de noviembre | 18:00 | SporTV   |

| Ceará                | 1 - 0 | Fortaleza           | Castelão         | 2 de septiembre | 19:15 | TNT             |
| Goiás                | 1 - 2 | Corinthians         | Serrinha         | 2 de septiembre | 19:15 | Premiere        |
| Fluminense           | 1 - 1 | Atlético Goianiense | Maracanã         | 2 de septiembre | 19:30 | SporTV          |
| Bahia                | 3 - 5 | Flamengo            | Pituaçu          | 2 de septiembre | 20:30 | Premiere        |
| Botafogo             | 0 - 0 | Coritiba            | Nilton Santos    | 2 de septiembre | 20:30 | Premiere        |
| Athletico Paranaense | 1 - 1 | Bragantino          | Arena da Baixada | 2 de septiembre | 20:30 | −               |
| Palmeiras            | 1 - 1 | Internacional       | Allianz Parque   | 2 de septiembre | 21:30 | TV Globo \| TNT |
| Santos               | 2 - 2 | Vasco da Gama       | Vila Belmiro     | 2 de septiembre | 21:30 | TV Globo        |
| Grêmio               | 1 - 2 | Sport Recife        | Arena do Grêmio  | 3 de septiembre | 19:00 | Premiere        |
| Atlético Mineiro     | 3 - 0 | São Paulo           | Mineirão         | 3 de septiembre | 20:00 | SporTV          |

| Flamengo            | 2 - 1 | Fortaleza            | Maracanã          | 5 de septiembre | 17:00 | Premiere |
| Corinthians         | 2 - 2 | Botafogo             | Neo Química Arena | 5 de septiembre | 19:00 | Premiere |
| Ceará               | 0 - 1 | Santos               | Castelão          | 5 de septiembre | 21:00 | TNT      |
| Bragantino          | 1 - 2 | Palmeiras            | Nabi Abi Chedid   | 6 de septiembre | 11:00 | Premiere |
| Internacional       | 2 - 2 | Bahia                | Beira-Rio         | 6 de septiembre | 16:00 | TV Globo |
| São Paulo           | 3 - 1 | Fluminense           | Morumbi           | 6 de septiembre | 16:00 | TV Globo |
| Vasco da Gama       | 1 - 0 | Athletico Paranaense | São Januário      | 6 de septiembre | 18:00 | −        |
| Atlético Goianiense | 1 - 1 | Grêmio               | Pedro Ludovico    | 6 de septiembre | 19:00 | SporTV   |
| Coritiba            | 0 - 1 | Atlético Mineiro     | Couto Pereira     | 6 de septiembre | 20:30 | Premiere |
| Sport Recife        | 2 - 1 | Goiás                | Ilha do Retiro    | 6 de septiembre | 20:30 | Premiere |

| Athletico Paranaense | 1 - 1 | Botafogo            | Arena da Baixada  | 9 de septiembre  | 17:30 | −        |
| Goiás                | 3 - 3 | Coritiba            | Serrinha          | 9 de septiembre  | 18:00 | Premiere |
| Fortaleza            | 1 - 0 | Sport Recife        | Castelão          | 9 de septiembre  | 18:00 | Premiere |
| São Paulo            | 1 - 1 | Bragantino          | Morumbi           | 9 de septiembre  | 19:15 | Premiere |
| Fluminense           | 1 - 2 | Flamengo            | Maracanã          | 9 de septiembre  | 21:30 | TV Globo |
| Santos               | 3 - 1 | Atlético Mineiro    | Vila Belmiro      | 9 de septiembre  | 21:30 | TV Globo |
| Corinthians          | 0 - 2 | Palmeiras           | Neo Química Arena | 10 de septiembre | 19:15 | Premiere |
| Bahia                | 0 - 2 | Grêmio              | Pituaçu           | 10 de septiembre | 19:15 | Premiere |
| Internacional        | 2 - 0 | Ceará               | Beira-Rio         | 10 de septiembre | 19:15 | TNT      |
| Vasco da Gama        | 1 - 2 | Atlético Goianiense | São Januário      | 10 de septiembre | 21:00 | SporTV   |

| Athletico Paranaense | 1 - 0 | Coritiba            | Arena da Baixada | 12 de septiembre | 16:30 | TNT      |
| Santos               | 2 - 2 | São Paulo           | Vila Belmiro     | 12 de septiembre | 19:00 | Premiere |
| Fluminense           | 2 - 1 | Corinthians         | Maracanã         | 13 de septiembre | 16:00 | TV Globo |
| Grêmio               | 1 - 1 | Fortaleza           | Arena do Grêmio  | 13 de septiembre | 16:00 | TV Globo |
| Bahia                | 0 - 1 | Atlético Goianiense | Pituaçu          | 13 de septiembre | 18:00 | Premiere |
| Goiás                | 1 - 0 | Internacional       | Serrinha         | 13 de septiembre | 18:00 | Premiere |
| Atlético Mineiro     | 2 - 1 | Bragantino          | Mineirão         | 13 de septiembre | 18:00 | Premiere |
| Ceará                | 2 - 0 | Flamengo            | Castelão         | 13 de septiembre | 18:00 | Premiere |
| Palmeiras            | 2 - 2 | Sport Recife        | Allianz Parque   | 13 de septiembre | 19:45 | Premiere |
| Botafogo             | 2 - 3 | Vasco da Gama       | Nilton Santos    | 13 de septiembre | 20:30 | SporTV   |

| São Paulo           | 1 - 0 | Athletico Paranaense | Morumbi           | 26 de agosto     | 19:00 | −        |
| Corinthians         | 3 - 2 | Bahia                | Neo Química Arena | 16 de septiembre | 21:30 | TV Globo |
| Bragantino          | 4 - 2 | Ceará                | Nabi Abi Chedid   | 19 de septiembre | 19:00 | Premiere |
| Fortaleza           | 1 - 0 | Internacional        | Castelão          | 19 de septiembre | 19:00 | TNT      |
| Atlético Goianiense | 3 - 4 | Atlético Mineiro     | Pedro Ludovico    | 19 de septiembre | 21:00 | Premiere |
| Grêmio              | 1 - 1 | Palmeiras            | Arena do Grêmio   | 20 de septiembre | 16:00 | TV Globo |
| Coritiba            | 1 - 0 | Vasco da Gama        | Couto Pereira     | 20 de septiembre | 16:00 | TV Globo |
| Botafogo            | 0 - 0 | Santos               | Nilton Santos     | 20 de septiembre | 18:15 | Premiere |
| Sport Recife        | 1 - 0 | Fluminense           | Ilha do Retiro    | 20 de septiembre | 20:30 | SporTV   |
| Flamengo            | 2 - 1 | Goiás                | Maracanã          | 13 de octubre    | 18:00 | Premiere |

| Sport Recife         | 1 - 0 | Corinthians | Ilha do Retiro   | 23 de septiembre | 21:30 | TV Globo |
| Internacional        | 1 - 1 | São Paulo   | Beira-Rio        | 26 de septiembre | 19:00 | Premiere |
| Athletico Paranaense | 1 - 0 | Bahia       | Arena da Baixada | 26 de septiembre | 19:00 | TNT      |
| Atlético Mineiro     | 3 - 1 | Grêmio      | Mineirão         | 26 de septiembre | 21:00 | SporTV   |
| Vasco da Gama        | 1 - 1 | Bragantino  | São Januário     | 27 de septiembre | 11:00 | Premiere |
| Palmeiras            | 1 - 1 | Flamengo    | Allianz Parque   | 27 de septiembre | 16:00 | TV Globo |
| Ceará                | 2 - 2 | Goiás       | Castelão         | 27 de septiembre | 18:15 | Premiere |
| Atlético Goianiense  | 1 - 1 | Botafogo    | Pedro Ludovico   | 27 de septiembre | 18:15 | Premiere |
| Santos               | 1 - 1 | Fortaleza   | Vila Belmiro     | 27 de septiembre | 20:30 | TNT      |
| Fluminense           | 4 - 0 | Coritiba    | Maracanã         | 28 de septiembre | 20:00 | Premiere |

| Grêmio           | 1 - 1 | Internacional        | Arena do Grêmio | 3 de octubre | 17:00 | Premiere |
| Palmeiras        | 2 - 1 | Ceará                | Allianz Parque  | 3 de octubre | 19:00 | Premiere |
| Bragantino       | 0 - 0 | Corinthians          | Nabi Abi Chedid | 3 de octubre | 21:00 | Premiere |
| Botafogo         | 1 - 1 | Fluminense           | Nílton Santos   | 4 de octubre | 11:00 | Premiere |
| Flamengo         | 3 - 1 | Athletico Paranaense | Maracanã        | 4 de octubre | 16:00 | TV Globo |
| Coritiba         | 1 - 1 | São Paulo            | Couto Pereira   | 4 de octubre | 16:00 | TV Globo |
| Fortaleza        | 0 - 0 | Atlético Goianiense  | Castelão        | 4 de octubre | 18:15 | Premiere |
| Bahia            | 1 - 2 | Sport Recife         | Pituaçu         | 4 de octubre | 18:15 | Premiere |
| Goiás            | 2 - 3 | Santos               | Serrinha        | 4 de octubre | 18:15 | Premiere |
| Atlético Mineiro | 4 - 1 | Vasco da Gama        | Mineirão        | 4 de octubre | 20:30 | SporTV   |

| Corinthians          | 1 - 1 | Santos              | Neo Química Arena | 7 de octubre | 19:00 | Premiere |
| Flamengo             | 3 - 1 | Sport Recife        | Maracanã          | 7 de octubre | 19:15 | SporTV   |
| Grêmio               | 2 - 1 | Coritiba            | Arena do Grêmio   | 7 de octubre | 19:15 | Premiere |
| Bahia                | 3 - 0 | Vasco da Gama       | Pituaçu           | 7 de octubre | 19:15 | Premiere |
| São Paulo            | 3 - 0 | Atlético Goianiense | Morumbi           | 7 de octubre | 20:30 | Premiere |
| Goiás                | 2 - 4 | Fluminense          | Serrinha          | 7 de octubre | 20:30 | Premiere |
| Botafogo             | 2 - 1 | Palmeiras           | Nílton Santos     | 7 de octubre | 21:30 | TV Globo |
| Fortaleza            | 2 - 1 | Atlético Mineiro    | Castelão          | 7 de octubre | 21:30 | TV Globo |
| Athletico Paranaense | 0 - 0 | Ceará               | Arena da Baixada  | 8 de octubre | 19:00 | TNT      |
| Bragantino           | 0 - 2 | Internacional       | Nabi Abi Chedid   | 8 de octubre | 21:00 | Premiere |

| Vasco da Gama       | 1 - 2 | Flamengo             | São Januário   | 10 de octubre | 17:00 | Premiere |
| Palmeiras           | 0 - 2 | São Paulo            | Allianz Parque | 10 de octubre | 19:00 | Premiere |
| Coritiba            | 0 - 0 | Fortaleza            | Couto Pereira  | 10 de octubre | 19:00 | TNT      |
| Atlético Mineiro    | 3 - 0 | Goiás                | Mineirão       | 10 de octubre | 21:00 | Premiere |
| Fluminense          | 1 - 0 | Bahia                | Maracanã       | 11 de octubre | 16:00 | TV Globo |
| Santos              | 2 - 1 | Grêmio               | Vila Belmiro   | 11 de octubre | 16:00 | TV Globo |
| Sport Recife        | 1 - 2 | Botafogo             | Ilha do Retiro | 11 de octubre | 18:15 | SporTV   |
| Atlético Goianiense | 2 - 1 | Bragantino           | Pedro Ludovico | 11 de octubre | 18:15 | Premiere |
| Ceará               | 2 - 1 | Corinthians          | Castelão       | 11 de octubre | 20:30 | Premiere |
| Internacional       | 2 - 1 | Athletico Paranaense | Beira-Rio      | 11 de octubre | 20:30 | TNT      |

| Palmeiras            | 1 - 3 | Coritiba            | Allianz Parque   | 14 de octubre   | 18:00 | TNT      |
| Grêmio               | 3 - 1 | Botafogo            | Arena do Grêmio  | 14 de octubre   | 19:15 | SporTV   |
| Santos               | 0 - 1 | Atlético Goianiense | Vila Belmiro     | 14 de octubre   | 20:30 | Premiere |
| Athletico Paranaense | 0 - 1 | Corinthians         | Arena da Baixada | 14 de octubre   | 21:30 | TV Globo |
| Atlético Mineiro     | 1 - 1 | Fluminense          | Mineirão         | 14 de octubre   | 21:30 | TV Globo |
| Sport Recife         | 3 - 5 | Internacional       | Ilha do Retiro   | 14 de octubre   | 21:30 | TV Globo |
| Flamengo             | 1 - 1 | Bragantino          | Maracanã         | 15 de octubre   | 20:00 | SporTV   |
| Goiás                | 1 - 1 | Bahia               | Serrinha         | 16 de octubre   | 20:00 | Premiere |
| Vasco da Gama        | 0 - 0 | Fortaleza           | São Januário     | 19 de noviembre | 19:00 | Premiere |
| Ceará                | 1 - 1 | São Paulo           | Castelão         | 25 de noviembre | 19:15 | Premiere |

| Coritiba            | 1 - 2 | Santos               | Couto Pereira     | 17 de octubre | 19:00 | Premiere |
| Fluminense          | 2 - 2 | Ceará                | Maracanã          | 17 de octubre | 19:00 | Premiere |
| Atlético Goianiense | 1 - 1 | Athletico Paranaense | Pedro Ludovico    | 17 de octubre | 19:00 | −        |
| São Paulo           | 0 - 0 | Grêmio               | Morumbi           | 17 de octubre | 21:00 | SporTV   |
| Corinthians         | 1 - 5 | Flamengo             | Neo Química Arena | 18 de octubre | 16:00 | TV Globo |
| Internacional       | 2 - 0 | Vasco da Gama        | Beira-Rio         | 18 de octubre | 18:15 | Premiere |
| Bragantino          | 2 - 0 | Sport Recife         | Nabi Abi Chedid   | 18 de octubre | 20:30 | Premiere |
| Fortaleza           | 2 - 0 | Palmeiras            | Castelão          | 18 de octubre | 20:30 | TNT      |
| Botafogo            | 0 - 0 | Goiás                | Nílton Santos     | 19 de octubre | 20:00 | SporTV   |
| Bahia               | 3 - 1 | Atlético Mineiro     | Pituaçu           | 19 de octubre | 20:00 | Premiere |

| Vasco da Gama        | 1 - 2 | Corinthians  | São Januário     | 21 de octubre   | 21:30 | TV Globo |
| Bragantino           | 2 - 0 | Goiás        | Nabi Abi Chedid  | 24 de octubre   | 17:00 | Premiere |
| Ceará                | 2 - 1 | Coritiba     | Castelão         | 24 de octubre   | 19:00 | TNT      |
| Atlético Mineiro     | 0 - 0 | Sport Recife | Mineirão         | 24 de octubre   | 21:00 | SporTV   |
| Fluminense           | 3 - 1 | Santos       | Maracanã         | 25 de octubre   | 16:00 | TV Globo |
| Atlético Goianiense  | 0 - 3 | Palmeiras    | Pedro Ludovico   | 25 de octubre   | 16:00 | TV Globo |
| Internacional        | 2 - 2 | Flamengo     | Beira-Rio        | 25 de octubre   | 18:15 | Premiere |
| Athletico Paranaense | 1 - 2 | Grêmio       | Arena da Baixada | 25 de octubre   | 18:15 | −        |
| Bahia                | 2 - 1 | Fortaleza    | Pituaçu          | 11 de noviembre | 18:45 | TNT      |
| São Paulo            | 4 - 0 | Botafogo     | Morumbi          | 9 de diciembre  | 21:30 | TV Globo |

| Botafogo     | 2 - 2 | Ceará                | Nílton Santos     | 31 de octubre  | 17:00 | Premiere |
| Corinthians  | 1 - 0 | Internacional        | Neo Química Arena | 31 de octubre  | 19:00 | Premiere |
| Coritiba     | 1 - 0 | Atlético Goianiense  | Couto Pereira     | 31 de octubre  | 19:00 | Premiere |
| Fortaleza    | 0 - 1 | Fluminense           | Castelão          | 31 de octubre  | 21:00 | Premiere |
| Flamengo     | 1 - 4 | São Paulo            | Maracanã          | 1 de noviembre | 16:00 | TV Globo |
| Sport Recife | 1 - 0 | Athletico Paranaense | Ilha do Retiro    | 1 de noviembre | 16:00 | TV Globo |
| Santos       | 3 - 1 | Bahia                | Vila Belmiro      | 1 de noviembre | 18:15 | TNT      |
| Goiás        | 1 - 1 | Vasco da Gama        | Serrinha          | 1 de noviembre | 20:30 | SporTV   |
| Palmeiras    | 3 - 0 | Atlético Mineiro     | Allianz Parque    | 2 de noviembre | 17:00 | Premiere |
| Grêmio       | 2 - 1 | Bragantino           | Arena do Grêmio   | 2 de noviembre | 20:00 | SporTV   |

### Segunda ronda
| Athletico Paranaense | 2 - 1 | Fortaleza    | Arena da Baixada    | 7 de noviembre | 18:00 | TNT      |
| São Paulo            | 2 - 1 | Goiás        | Morumbi             | 7 de noviembre | 19:00 | Premiere |
| Atlético Goianiense  | 1 - 1 | Corinthians  | Olímpico de Goiânia | 7 de noviembre | 21:00 | SporTV   |
| Vasco da Gama        | 0 - 1 | Palmeiras    | São Januário        | 8 de noviembre | 16:00 | TV Globo |
| Internacional        | 2 - 2 | Coritiba     | Beira-Rio           | 8 de noviembre | 16:00 | TV Globo |
| Bragantino           | 1 - 1 | Santos       | Nabi Abi Chedid     | 8 de noviembre | 18:15 | TNT      |
| Bahia                | 1 - 0 | Botafogo     | Pituaçu             | 8 de noviembre | 18:15 | Premiere |
| Atlético Mineiro     | 4 - 0 | Flamengo     | Mineirão            | 8 de noviembre | 18:15 | Premiere |
| Ceará                | 0 - 0 | Sport Recife | Arena Castelão      | 8 de noviembre | 20:30 | Premiere |
| Fluminense           | 0 - 1 | Grêmio       | Maracanã            | 8 de noviembre | 20:30 | SporTV   |

| Santos       | 2 - 0 | Internacional        | Vila Belmiro      | 14 de noviembre | 16:30 | TV Globo |
| Sport Recife | 0 - 2 | Vasco da Gama        | Ilha do Retiro    | 14 de noviembre | 16:30 | TV Globo |
| Goiás        | 0 - 1 | Athletico Paranaense | Serrinha          | 14 de noviembre | 17:00 | -        |
| Fortaleza    | 2 - 3 | São Paulo            | Castelão          | 14 de noviembre | 19:00 | Premiere |
| Corinthians  | 1 - 2 | Atlético Mineiro     | Neo Química Arena | 14 de noviembre | 19:00 | Premiere |
| Grêmio       | 4 - 2 | Ceará                | Arena do Grêmio   | 14 de noviembre | 19:00 | Premiere |
| Palmeiras    | 2 - 0 | Fluminense           | Allianz Parque    | 14 de noviembre | 21:30 | Premiere |
| Flamengo     | 1 - 1 | Atlético Goianiense  | Maracanã          | 14 de noviembre | 21:30 | Premiere |
| Coritiba     | 1 - 2 | Bahia                | Couto Pereira     | 16 de noviembre | 18:00 | TNT      |
| Botafogo     | 1 - 2 | Bragantino           | Nilton Santos     | 16 de noviembre | 20:00 | SporTV   |

| Bragantino           | 4 - 0 | Bahia               | Nabi Abi Chedid   | 20 de noviembre | 20:00 | Premiere |
| Flamengo             | 3 - 1 | Coritiba            | Maracanã          | 21 de noviembre | 19:00 | Premiere |
| Athletico Paranaense | 1 - 0 | Santos              | Arena da Baixada  | 21 de noviembre | 19:00 | TNT      |
| Goiás                | 1 - 0 | Palmeiras           | Serrinha          | 21 de noviembre | 21:00 | Premiere |
| São Paulo            | 1 - 1 | Vasco da Gama       | Morumbi           | 22 de noviembre | 16:00 | TV Globo |
| Ceará                | 2 - 2 | Atlético Mineiro    | Castelão          | 22 de noviembre | 16:00 | TV Globo |
| Internacional        | 1 - 2 | Fluminense          | Beira-Rio         | 22 de noviembre | 18:15 | Premiere |
| Botafogo             | 1 - 2 | Fortaleza           | Nílton Santos     | 22 de noviembre | 18:15 | Premiere |
| Corinthians          | 0 - 0 | Grêmio              | Neo Química Arena | 22 de noviembre | 20:30 | SporTV   |
| Sport Recife         | 0 - 1 | Atlético Goianiense | Ilha do Retiro    | 23 de noviembre | 20:00 | SporTV   |

| Atlético Mineiro    | 2 - 1 | Botafogo             | Mineirão         | 25 de noviembre | 21:30 | TV Globo |
| Coritiba            | 0 - 1 | Corinthians          | Couto Pereira    | 25 de noviembre | 21:30 | TV Globo |
| Fortaleza           | 1 - 1 | Goiás                | Castelão         | 26 de noviembre | 20:00 | Premiere |
| Palmeiras           | 3 - 0 | Athletico Paranaense | Allianz Parque   | 28 de noviembre | 17:00 | TNT      |
| Santos              | 4 - 2 | Sport Recife         | Vila Belmiro     | 28 de noviembre | 17:00 | Premiere |
| Bahia               | 1 - 3 | São Paulo            | Arena Fonte Nova | 28 de noviembre | 19:00 | Premiere |
| Atlético Goianiense | 0 - 0 | Internacional        | Pedro Ludovico   | 28 de noviembre | 21:00 | Premiere |
| Vasco da Gama       | 1 - 4 | Ceará                | São Januário     | 30 de noviembre | 18:00 | Premiere |
| Fluminense          | 0 - 0 | Bragantino           | Maracanã         | 30 de noviembre | 20:00 | SporTV   |
| Grêmio              | 2 - 4 | Flamengo             | Arena do Grêmio  | 28 de enero     | 20:00 | Premiere |

| Fortaleza           | 0 - 0 | Corinthians          | Castelão         | 2 de diciembre | 21:30 | TV Globo |
| Botafogo            | 0 - 1 | Flamengo             | Nilton Santos    | 5 de diciembre | 17:00 | Premiere |
| Santos              | 2 - 2 | Palmeiras            | Vila Belmiro     | 5 de diciembre | 17:00 | TNT      |
| Bahia               | 0 - 2 | Ceará                | Arena Fonte Nova | 5 de diciembre | 19:00 | TNT      |
| Fluminense          | 3 - 1 | Athletico Paranaense | Maracanã         | 5 de diciembre | 19:00 | -        |
| Coritiba            | 0 - 0 | Bragantino           | Couto Pereira    | 5 de diciembre | 21:00 | Premiere |
| Grêmio              | 4 - 0 | Vasco da Gama        | Arena do Grêmio  | 6 de diciembre | 16:00 | TV Globo |
| São Paulo           | 1 - 0 | Sport Recife         | Morumbi          | 6 de diciembre | 16:00 | TV Globo |
| Atlético Mineiro    | 2 - 2 | Internacional        | Mineirão         | 6 de diciembre | 18:15 | Premiere |
| Atlético Goianiense | 0 - 1 | Goiás                | Antônio Accioly  | 7 de diciembre | 20:00 | SporTV   |

| Athletico Paranaense | 0 - 1 | Atlético Mineiro    | Arena da Baixada  | 12 de diciembre | 17:00 | -        |
| Bragantino           | 2 - 1 | Fortaleza           | Nabi Abi Chedid   | 12 de diciembre | 17:00 | Premiere |
| Internacional        | 2 - 1 | Botafogo            | Beira-Rio         | 12 de diciembre | 19:00 | Premiere |
| Palmeiras            | 3 - 0 | Bahia               | Allianz Parque    | 12 de diciembre | 19:00 | TNT      |
| Ceará                | 1 - 2 | Atlético Goianiense | Castelão          | 12 de diciembre | 21:00 | Premiere |
| Goiás                | 0 - 0 | Grêmio              | Serrinha          | 12 de diciembre | 21:00 | SporTV   |
| Flamengo             | 4 - 1 | Santos              | Maracanã          | 13 de diciembre | 16:00 | TV Globo |
| Corinthians          | 1 - 0 | São Paulo           | Neo Química Arena | 13 de diciembre | 18:15 | Premiere |
| Sport Recife         | 1 - 0 | Coritiba            | Ilha do Retiro    | 13 de diciembre | 18:15 | Premiere |
| Vasco da Gama        | 1 - 1 | Fluminense          | São Januário      | 13 de diciembre | 20:30 | SporTV   |

| Atlético Goianiense | 2 - 1 | Fluminense           | Antônio Accioly   | 16 de diciembre | 21:30 | TV Globo |
| São Paulo           | 3 - 0 | Atlético Mineiro     | Morumbi           | 16 de diciembre | 21:30 | TV Globo |
| Sport Recife        | 1 - 1 | Grêmio               | Ilha do Retiro    | 19 de diciembre | 19:00 | SporTV   |
| Internacional       | 2 - 0 | Palmeiras            | Beira-Rio         | 19 de diciembre | 21:00 | TNT      |
| Coritiba            | 1 - 2 | Botafogo             | Couto Pereira     | 19 de diciembre | 21:00 | Premiere |
| Vasco da Gama       | 1 - 0 | Santos               | São Januário      | 20 de diciembre | 16:00 | TV Globo |
| Bragantino          | 0 - 1 | Athletico Paranaense | Nabi Abi Chedid   | 20 de diciembre | 16:00 | -        |
| Flamengo            | 4 - 3 | Bahia                | Maracanã          | 20 de diciembre | 18:15 | Premiere |
| Fortaleza           | 0 - 2 | Ceará                | Castelão          | 20 de diciembre | 20:30 | TNT      |
| Corinthians         | 2 - 1 | Goiás                | Neo Química Arena | 21 de diciembre | 20:00 | SporTV   |

| Atlético Mineiro     | 2 - 0 | Coritiba            | Mineirão         | 26 de diciembre | 17:00 | Premiere |
| Goiás                | 1 - 0 | Sport Recife        | Serrinha         | 26 de diciembre | 19:00 | Premiere |
| Fortaleza            | 0 - 0 | Flamengo            | Castelão         | 26 de diciembre | 19:00 | Premiere |
| Fluminense           | 1 - 2 | São Paulo           | Maracanã         | 26 de diciembre | 21:00 | SporTV   |
| Botafogo             | 0 - 2 | Corinthians         | Nilton Santos    | 27 de diciembre | 16:00 | TV Globo |
| Bahia                | 1 - 2 | Internacional       | Arena Fonte Nova | 27 de diciembre | 16:00 | TV Globo |
| Santos               | 1 - 1 | Ceará               | Vila Belmiro     | 27 de diciembre | 18:15 | TNT      |
| Athletico Paranaense | 3 - 0 | Vasco da Gama       | Arena da Baixada | 27 de diciembre | 18:15 | -        |
| Palmeiras            | 1 - 0 | Bragantino          | Allianz Parque   | 27 de diciembre | 18:15 | Premiere |
| Grêmio               | 2 - 1 | Atlético Goianiense | Arena do Grêmio  | 27 de diciembre | 20:30 | SporTV   |

| Botafogo            | 1 - 2 | Athletico Paranaense | Nilton Santos   | 6 de enero  | 19:15 | -        |
| Grêmio              | 2 - 1 | Bahia                | Arena do Grêmio | 6 de enero  | 19:15 | Premiere |
| Coritiba            | 1 - 2 | Goiás                | Couto Pereira   | 6 de enero  | 20:30 | Premiere |
| Sport Recife        | 1 - 0 | Fortaleza            | Ilha do Retiro  | 6 de enero  | 20:30 | Premiere |
| Bragantino          | 4 - 1 | São Paulo            | Nabi Abi Chedid | 6 de enero  | 21:30 | TV Globo |
| Flamengo            | 1 - 2 | Fluminense           | Maracanã        | 6 de enero  | 21:30 | TV Globo |
| Ceará               | 0 - 2 | Internacional        | Castelão        | 7 de enero  | 19:00 | TNT      |
| Atlético Goianiense | 0 - 0 | Vasco da Gama        | Antônio Accioly | 7 de enero  | 21:00 | SporTV   |
| Palmeiras           | 4 - 0 | Corinthians          | Allianz Parque  | 18 de enero | 19:00 | Premiere |
| Atlético Mineiro    | 2 - 0 | Santos               | Mineirão        | 26 de enero | 20:00 | Premiere |

| Sport Recife        | 0 - 1 | Palmeiras            | Ilha do Retiro    | 9 de enero  | 19:00 | Premiere |
| Coritiba            | 0 - 0 | Athletico Paranaense | Couto Pereira     | 9 de enero  | 19:00 | TNT      |
| Fortaleza           | 0 - 0 | Grêmio               | Castelão          | 9 de enero  | 21:00 | Premiere |
| São Paulo           | 0 - 1 | Santos               | Morumbi           | 10 de enero | 16:00 | TV Globo |
| Flamengo            | 0 - 2 | Ceará                | Maracanã          | 10 de enero | 16:00 | TV Globo |
| Internacional       | 1 - 0 | Goiás                | Beira-Rio         | 10 de enero | 18:15 | Premiere |
| Atlético Goianiense | 1 - 1 | Bahia                | Antônio Accioly   | 10 de enero | 18:15 | Premiere |
| Vasco da Gama       | 3 - 0 | Botafogo             | São Januário      | 10 de enero | 20:30 | SporTV   |
| Bragantino          | 2 - 2 | Atlético Mineiro     | Nabi Abi Chedid   | 11 de enero | 20:00 | SporTV   |
| Corinthians         | 5 - 0 | Fluminense           | Neo Química Arena | 13 de enero | 21:30 | TV Globo |

| Palmeiras            | 1 - 1 | Grêmio              | Allianz Parque   | 15 de enero | 21:30 | Premiere |
| Fluminense           | 1 - 0 | 'Sport Recife       | Nilton Santos    | 16 de enero | 19:00 | Premiere |
| Vasco da Gama        | 0 - 1 | Coritiba            | São Januário     | 16 de enero | 21:00 | Premiere |
| Santos               | 2 - 1 | Botafogo            | Vila Belmiro     | 17 de enero | 16:00 | TV Globo |
| Athletico Paranaense | 1 - 1 | São Paulo           | Arena da Baixada | 17 de enero | 16:00 | TV Globo |
| Atlético Mineiro     | 3 - 0 | Atlético Goianiense | Mineirão         | 17 de enero | 18:15 | SporTV   |
| Ceará                | 1 - 2 | Bragantino          | Castelão         | 17 de enero | 20:30 | Premiere |
| Internacional        | 4 - 2 | Fortaleza           | Beira-Rio        | 17 de enero | 20:30 | TNT      |
| Goiás                | 0 - 3 | Flamengo            | Serrinha         | 18 de enero | 20:00 | SporTV   |
| Bahia                | 2 - 1 | Corinthians         | Arena Fonte Nova | 28 de enero | 19:00 | Premiere |

| Botafogo    | 1 - 3 | Atlético Goianiense  | Nilton Santos     | 20 de enero | 17:00 | Premiere |
| Bahia       | 1 - 0 | Athletico Paranaense | Arena Fonte Nova  | 20 de enero | 18:00 | TNT      |
| Grêmio      | 1 - 1 | Atlético Mineiro     | Arena do Grêmio   | 20 de enero | 19:15 | SporTV   |
| Coritiba    | 3 - 3 | Fluminense           | Couto Pereira     | 20 de enero | 20:30 | Premiere |
| Bragantino  | 4 - 1 | Vasco da Gama        | Nabi Abi Chedid   | 20 de enero | 21:30 | TV Globo |
| São Paulo   | 1 - 5 | Internacional        | Morumbi           | 20 de enero | 21:30 | TV Globo |
| Fortaleza   | 2 - 0 | Santos               | Castelão          | 21 de enero | 19:00 | TNT      |
| Flamengo    | 2 - 0 | Palmeiras            | Mané Garrincha    | 21 de enero | 19:00 | Premiere |
| Goiás       | 0 - 4 | Ceará                | Serrinha          | 21 de enero | 19:00 | Premiere |
| Corinthians | 3 - 0 | Sport Recife         | Neo Química Arena | 21 de enero | 21:00 | SporTV   |

| São Paulo            | 1 - 1 | Coritiba         | Morumbi           | 23 de enero | 19:00 | Premiere |
| Vasco da Gama        | 3 - 2 | Atlético Mineiro | São Januário      | 23 de enero | 21:00 | SporTV   |
| Ceará                | 2 - 1 | Palmeiras        | Castelão          | 24 de enero | 16:00 | TV Globo |
| Athletico Paranaense | 2 - 1 | Flamengo         | Arena da Baixada  | 24 de enero | 16:00 | TV Globo |
| Internacional        | 2 - 1 | Grêmio           | Beira-Rio         | 24 de enero | 16:00 | TV Globo |
| Sport Recife         | 2 - 0 | Bahia            | Ilha do Retiro    | 24 de enero | 18:15 | Premiere |
| Atlético Goianiense  | 2 - 0 | Fortaleza        | Antônio Accioly   | 24 de enero | 18:15 | Premiere |
| Santos               | 3 - 4 | Goiás            | Vila Belmiro      | 24 de enero | 18:15 | Premiere |
| Fluminense           | 2 - 0 | Botafogo         | São Januário      | 24 de enero | 20:30 | SporTV   |
| Corinthians          | 0 - 2 | Bragantino       | Neo Química Arena | 25 de enero | 20:00 | Premiere |

| Coritiba            | 1 - 1 | Grêmio               | Couto Pereira   | 31 de enero   | 16:00 | TV Globo |
| Vasco da Gama       | 0 - 0 | Bahia                | São Januário    | 31 de enero   | 16:00 | TV Globo |
| Atlético Goianiense | 2 - 1 | São Paulo            | Antônio Accioly | 31 de enero   | 16:00 | TV Globo |
| Ceará               | 0 - 2 | Athletico Paranaense | Castelão        | 31 de enero   | 16:00 | TNT      |
| Atlético Mineiro    | 2 - 0 | Fortaleza            | Mineirão        | 31 de enero   | 17:00 | Premiere |
| Internacional       | 2 - 1 | Bragantino           | Beira-Rio       | 31 de enero   | 18:15 | Premiere |
| Fluminense          | 3 - 0 | Goiás                | Nilton Santos   | 31 de enero   | 20:30 | SporTV   |
| Sport Recife        | 0 - 3 | Flamengo             | Ilha do Retiro  | 1 de febrero  | 20:00 | SporTV   |
| Palmeiras           | 1 - 1 | Botafogo             | Allianz Parque  | 2 de febrero  | 16:00 | Premiere |
| Santos              | 1 - 0 | Corinthians          | Vila Belmiro    | 17 de febrero | 19:00 | Premiere |

| Grêmio               | 3 - 3 | Santos              | Arena do Grêmio   | 3 de febrero  | 16:00 | Premiere |
| Bragantino           | 2 - 0 | Atlético Goianiense | Nabi Abi Chedid   | 3 de febrero  | 19:15 | SporTV   |
| Bahia                | 0 - 1 | Fluminense          | Arena Fonte Nova  | 3 de febrero  | 21:30 | TV Globo |
| Corinthians          | 2 - 1 | Ceará               | Neo Química Arena | 3 de febrero  | 21:30 | TV Globo |
| Goiás                | 1 - 0 | Atlético Mineiro    | Serrinha          | 3 de febrero  | 21:30 | TV Globo |
| Fortaleza            | 3 - 1 | Coritiba            | Castelão          | 4 de febrero  | 18:30 | TNT      |
| Athletico Paranaense | 0 - 0 | Internacional       | Arena da Baixada  | 4 de febrero  | 21:00 | TNT      |
| Flamengo             | 2 - 0 | Vasco da Gama       | Maracanã          | 4 de febrero  | 21:00 | Premiere |
| Botafogo             | 0 - 1 | Sport Recife        | Nilton Santos     | 5 de febrero  | 20:00 | SporTV   |
| São Paulo            | 1 - 1 | Palmeiras           | Morumbi           | 19 de febrero | 21:30 | Premiere |

| Bahia               | 3 - 3 | Goiás                | Arena Fonte Nova  | 6 de febrero  | 19:00 | Premiere |
| Atlético Goianiense | 1 - 1 | Santos               | Antônio Accioly   | 6 de febrero  | 21:00 | Premiere |
| Bragantino          | 1 - 1 | Flamengo             | Nabi Abi Chedid   | 7 de febrero  | 20:30 | SporTV   |
| Botafogo            | 2 - 5 | Grêmio               | Nílton Santos     | 8 de febrero  | 20:00 | SporTV   |
| Internacional       | 1 - 2 | Sport Recife         | Beira-Rio         | 10 de febrero | 19:00 | Premiere |
| Fortaleza           | 3 - 0 | Vasco da Gama        | Castelão          | 10 de febrero | 19:15 | Premiere |
| São Paulo           | 1 - 1 | Ceará                | Morumbi           | 10 de febrero | 21:00 | Premiere |
| Fluminense          | 0 - 0 | Atlético Mineiro     | Maracanã          | 10 de febrero | 21:30 | TV Globo |
| Corinthians         | 3 - 3 | Athletico Paranaense | Arena Corinthians | 10 de febrero | 21:30 | TV Globo |
| Coritiba            | 1 - 0 | Palmeiras            | Couto Pereira     | 17 de febrero | 19:30 | TNT      |

| Goiás                | 2 - 0 | Botafogo            | Serrinha         | 13 de febrero | 17:00 | Premiere |
| Atlético Mineiro     | 1 - 1 | Bahia               | Mineirão         | 13 de febrero | 19:00 | Premiere |
| Santos               | 2 - 0 | Coritiba            | Vila Belmiro     | 13 de febrero | 19:00 | TNT      |
| Flamengo             | 2 - 1 | Corinthians         | Maracanã         | 14 de febrero | 16:00 | TV Globo |
| Vasco da Gama        | 0 - 2 | Internacional       | São Januário     | 14 de febrero | 16:00 | Premiere |
| Palmeiras            | 3 - 0 | Fortaleza           | Allianz Parque   | 14 de febrero | 18:15 | TNT      |
| Athletico Paranaense | 2 - 1 | Atlético Goianiense | Arena da Baixada | 14 de febrero | 18:15 | −        |
| Grêmio               | 1 - 2 | São Paulo           | Arena do Grêmio  | 14 de febrero | 20:30 | SporTV   |
| Ceará                | 1 - 3 | Fluminense          | Castelão         | 15 de febrero | 18:00 | Premiere |
| Sport Recife         | 0 - 0 | Bragantino          | Ilha do Retiro   | 15 de febrero | 20:00 | SporTV   |

| Coritiba     | 0 - 2 | Ceará                | Couto Pereira     | 20 de febrero | 18:30 | TNT      |
| Fortaleza    | 0 - 4 | Bahia                | Castelão          | 20 de febrero | 21:00 | TNT      |
| Flamengo     | 2 - 1 | Internacional        | Maracanã          | 21 de febrero | 16:00 | TV Globo |
| Corinthians  | 0 - 0 | Vasco da Gama        | Arena Corinthians | 21 de febrero | 16:00 | TV Globo |
| Sport Recife | 2 - 3 | Atlético Mineiro     | Ilha do Retiro    | 21 de febrero | 16:00 | Premiere |
| Santos       | 1 - 1 | Fluminense           | Vila Belmiro      | 21 de febrero | 18:15 | Premiere |
| Grêmio       | 1 - 0 | Athletico Paranaense | Arena do Grêmio   | 21 de febrero | 18:15 | Premiere |
| Goiás        | 0 - 0 | Bragantino           | Serrinha          | 21 de febrero | 20:30 | SporTV   |
| Palmeiras    | 1 - 1 | Atlético Goianiense  | Allianz Parque    | 22 de febrero | 18:00 | Premiere |
| Botafogo     | 1 - 0 | São Paulo            | Nílton Santos     | 22 de febrero | 20:00 | SporTV   |

| São Paulo            | 2 - 1 | Flamengo (C) | Morumbi          | 25 de febrero | 21:30 | TV Globo |
| Internacional        | 0 - 0 | Corinthians  | Beira-Rio        | 25 de febrero | 21:30 | TV Globo |
| Fluminense           | 2 - 0 | Fortaleza    | Maracanã         | 25 de febrero | 21:30 | Premiere |
| Bahia                | 2 - 0 | Santos       | Arena Fonte Nova | 25 de febrero | 21:30 | TNT      |
| Athletico Paranaense | 2 - 0 | Sport Recife | Arena da Baixada | 25 de febrero | 21:30 | −        |
| Vasco da Gama        | 3 - 2 | Goiás        | São Januário     | 25 de febrero | 21:30 | SporTV   |
| Atlético Mineiro     | 2 - 0 | Palmeiras    | Mineirão         | 25 de febrero | 21:30 | Premiere |
| Bragantino           | 1 - 0 | Grêmio       | Nabi Abi Chedid  | 25 de febrero | 21:30 | Premiere |
| Ceará                | 2 - 1 | Botafogo     | Castelão         | 25 de febrero | 21:30 | Premiere |
| Atlético Goianiense  | 3 - 1 | Coritiba     | Antônio Accioly  | 25 de febrero | 21:30 | Premiere |

## Goleadores
- Actualizado el 25 de febrero de 2021.

| Jugador         | Equipo              | Goles |
| --------------- | ------------------- | ----- |
| Luciano         | São Paulo           | 18    |
| Claudinho       | Red Bull Bragantino | 18    |
| Thiago Galhardo | Internacional       | 17    |
| Marinho         | Santos              | 17    |
| Germán Cano     | Vasco da Gama       | 14    |
| Gabriel Barbosa | Flamengo            | 14    |
| Pedro           | Flamengo            | 13    |
| Vina            | Ceará               | 13    |
| Diego Souza     | Grêmio              | 13    |